# IPAI-29 Tira Prosa
Die IPAI-29 Tira Prosa war eine Entwicklung der brasilianischen IPAI, Escola de Engenharia de Sâo Carlos.

## Geschichte und Konstruktion
In den 1980er-Jahren untersuchte der Luftfahrtingenieur Dawilson Lucato im Zuge seiner Arbeiten an der Escola de Engenharia de Sâo Carlos die Verwendung von Anströmkanten und Grenzschichtzäunen bei Kurzstartflugzeugen im Langsamflug. Nach ausführlichen Computerberechnungen begann Dawilson Lucato mit dem Bau eines Flugzeugs, um die Berechnungen in der Praxis zu testen. Das Flugzeugprojekt erhielt die Bezeichnung IPAI-29 Tira Prosa, und man begann mit den notwendigen Planungsarbeiten.
Das Flugzeug war als Schulterdecker mit doppelten Leitwerksträgern ausgelegt und bestand aus einer Holzkonstruktion, die teilweise mit Sperrholz beplankt bzw. mit Stoff bespannt war. Zudem wurden Verbundwerkstoffe verwendet. Die Maschine hätte über ein festes Spornradfahrwerk sowie eine Mantelschraube verfügen sollen und wäre von einem modifizierten Honda-CB-BRE400 mit 35 kW angetrieben worden. Obwohl 1981 als Zeitpunkt für den Erstflug geplant war, zogen sich die Arbeiten am Prototyp aufgrund begrenzter Ressourcen in die Länge, sodass sie schließlich ganz eingestellt wurden.

## Technische Daten
| Kenngröße             | Daten                         |
| --------------------- | ----------------------------- |
| Besatzung             | 1                             |
| Passagiere            | 1                             |
| Länge                 | 5,68 m                        |
| Spannweite            | 8,76 m                        |
| Höhe                  | 1,57 m                        |
| Flügelfläche          | 11,39 m²                      |
| Leermasse             | 160 kg                        |
| max. Startmasse       | 270 kg                        |
| Abhebgeschwindigkeit  | km/h                          |
| Höchstgeschwindigkeit | 147 km/h                      |
| Dienstgipfelhöhe      | ? m                           |
| Reichweite            | ? km                          |
| Triebwerke            | 1 × Honda-CB-BRE400 mit 35 kW |